# Hans Christoph von Seherr-Thoss
Hans Christoph Graf von Seherr-Thoss (Potsdam, 13 de outubro de 1918 — Unterhaching, 17 de julho de 2011) foi um jornalista,  historiador e arquivista alemão, conhecido principalmente por seu trabalho como arquivista da biblioteca do ADAC (Allgemeiner Deutscher Automobil-Club e.V.), onde trabalhou de 1954 a 1983.

## Biografia
Seherr-Thoss nasceu em 1918 em uma família aristocrática  da Silésia. Estudou em Ettal, Liegnitz e Wroclaw. Logo no início interessou-se pelo esporte automobilístico. Aos 16 anos já colaborava para o Schlesische Volkszeitung. A partir de 1936, começou a fazer anotações em seus cadernos, registrando os dados de importantes corridas de carros e motos.  Abitur, estudou engenharia mecânica, entre 1949 e 1952, na Universidade Técnica de Munique. Depois de se formar, passou a escrever para o Süddeutsche Zeitung. Em 1954, começou a reconstruir a biblioteca do ADAC, danificada pela guerra. Em 1958, foi a  primeira pessoa a dirigir um serviço científico de um clube automobilístico alemão, supervisionando trabalhos universitários e fornecendo informações sobre patentes. Nos anos seguintes, começou a comprar e coletar livros por toda a Alemanha, reunindo cerca de 20.000 títulos e, juntamente com sua mulher, Therese, catalogou todos esses livros.

## Publicações
Seherr-Thoss publicou numerosos artigos e livros sobre esportes motorizados. Em 1965, publicou sua primeira monografia, Die Entwicklung der Zahnradtechnik. Um comitê editorial da VDA encarregou-o da documentação Die deutsche Automobilindustrie, publicado em 1974 e republicado em 1979. Em 2009 foi premiado com o "Autobuch-Autorenpreis" por esse livro. Além disso, em 1978, publicou 75 Jahre ADAC e, em 1988, Gelenke und Gelenkwellen, cuja tradução inglesa foi publicada em 1992, e a tradução chinesa, em 1998. A partir de 1970, Seherr-Thoss foi colaborador da Neue Deutsche Biographie, para a qual escreveu mais de 200 biografias, principalmente de personalidades ligadas à construção de veículos alemães.
Seherr-Thoss aposentou-se em 1983, depois de trabalhar 29 anos como arquivista.
- 1965: Die Entwicklung der Zahnradtechnik, Springer Verlag  Berlim. 532 p.
- 1965: Oldtimer, Verlag Herrnberger K.G. München 2.ª Edição (Ed.) 1966
- 1974: Die Deutsche Automobilindustrie, 1886–1979. 740 p., 2.ª Edição 1979. Dt. Verlags-Anstalt GmbH Stuttgart
- 1978: 75 Jahre ADAC 1903–1978. 2.ª Edição. 244 p. ADAC-Verlag GmbH, Munique
- 1984: Zwei Männer – Ein Stern. VDI-Verlag GmbH  Düsseldorf. 233 p. + 13 p. (Ed.)
- 1986: Die historische und techn. Entwicklung d. Nutzfahrzeuge von Büssing, in: W. Lochte (Ed.) H. Büssing
- 1988: Gelenke und Gelenkwellen. 2.ª Edição 2002  Springer-Verlag Berlim. 339 p.
- 1991: Die Technik d. MAN-Nutzfahrzeugbaus, in: W. Lochte (Ed.), Leistung und Weg. Zur Geschichte d. MAN-Nutzfahrzeugbaus.
- 1992: Universal Joints & Driveshafts.  2.ª Edição 2006. 351 p. Springer-Verlag Berlim-Heidelberg
- 2002: Dictionary of famous personalities in the automobilworld (Ed.)

## Condecorações
- 1966: Premio Giornalistico Internationale Vincenzo Florio
- 1978: Ewald Kroth Medaille in Gold für Motorsportdokumentation des ADAC
- 1983: silberne Christophorus-Medaille des ADAC
- 1999: Hall of Fame do American Biographical Institute
- 2009: Autobuch Autorenpreis